# Bijan Daneshmand
Bijan Daneshmand (nacido el 16 de agosto de 1958) es un actor y artista inglés nacido en Irán que vive en Londres, Inglaterra.

## Primeros años y educación
Bijan Daneshmand nació en Teherán, Irán. A la edad de 10 años se mudó a Inglaterra para recibir su educación inicial. Después de graduarse en el King's College de Londres, asistió al Centro de Estudios Teatrales de Londres y a la Escuela Philippe Gaulier de París para desarrollar sus habilidades de actuación. Posteriormente, obtuvo una maestría en el Chelsea College of Arts.

## Carrera
En 2004, Daneshmand produjo y actuó en 20 Fingers, un largometraje, dirigido e interpretado por Mania Akbari. En siete escenas rodadas por Touraj Aslani con una cámara DV en una variedad de tomas largas, el director y el productor interpretan a una pareja o potencialmente a varias parejas que debaten y discuten sobre su relación. La película aborda temas tabú, como la homosexualidad y el divorcio. Se estrenó en el 61.º Festival Internacional de Cine de Venecia en 2004, donde ganó el premio a la Mejor Película Digital, Venezia Digitale.
En 2006, Daneshmand escribió y dirigió la película de vanguardia A Snake's Tail. El Festival Internacional de Cine Bare Bones de Oklahoma, Estados Unidos, nombró a esta película como Mejor Película Internacional, y también fue incluida en el Festival Do Rio y en el Festival Internacional de Cine de Frankfurt.
En 2009, Daneshmand protagonizó una película, Women Without Men, dirigida por Shirin Neshat y Shoja Azari, y está basada en la novela de 1990 de Shahrnush Parsipur. En la película se analizan cuestiones relacionadas con el género en el Islam y el mundo musulmán. Recibió el León de Plata al mejor director del Festival Internacional de Cine de Venecia de 2009.
En 2011, Daneshmand actuó en un cortometraje Two &amp; Two como un maestro, que fue dirigido por Babak Anvari, coproducido por Kit Fraser y escrito por Babak Anvari y Gavin Cullen. La película de 8 minutos sigue al personaje de Daneshmand, un profesor, mientras presenta la afirmación 2 + 2 = 5 a sus jóvenes alumnos. En 2011, en la Academia Británica de las Artes Cinematográficas y de la Televisión, BAFTA, fue nominado como Mejor Cortometraje.
En 2016, Daneshmand desempeña el papel de director universitario en Under the Shadow, una película de terror psicológico en persa de 2016 dirigida por Babak Anvari. Una madre y su hija tuvieron aterradores encuentros sobrenaturales en Teherán durante la Guerra entre Irán e Irak de la década de 1980. El debut mundial de la película tuvo lugar en el Festival de Cine de Sundance en 2016. En 2017 recibió el premio BAFTA al Mejor Debut.
En 2021, Daneshmand escribió y dirigió una serie web en persa, The Bahramis.
En 2022, Daneshmand fue elegido como AliReza Jamshidpour, uno de los personajes principales de la película de Maryam Keshavarz The Persian Version. La película se estrenó en el Festival de Cine de Sundance 2023 en enero de 2023 como parte de la competencia dramática de EE. UU. Se llevó a casa el Waldo al mejor guion y el premio del público.
Daneshmand, además de actuar, se dedica a la práctica de las bellas artes. Su obra de arte ha sido expuesta y reseñada internacionalmente en galerías de arte, exposiciones y publicaciones.
En 1996, Daneshmand fundó y lanzó The Leonard, un galardonado hotel boutique en el centro de Londres. El hotel era popular entre músicos y gente del cine. William Orbit realizó varias grabaciones allí, incluidas obras con U2, Madonna y Pink. En 2003, Daneshmand vendió la participación de su familia en el negocio para centrarse por completo en su arte y la actuación.
En 2020, continuando con su práctica artística y su interés por el concepto de repetición, inició su serie Damavand; una colección de más de 150 obras, una exploración sobre el tema de la repetición y la diferencia.

## Filmografía seleccionada

### Películas
| Año  | Título                | Papel                         | Referencia(s) |
| ---- | --------------------- | ----------------------------- | ------------- |
| 2004 | 20 Fingers            | El marido, el hombre.         | [ 25 ]        |
| 2005 | Munich                | Kamal Nasser                  | [ 26 ] [ 27 ] |
| 2006 | A Snake's Tail        | Bijan, Kami, and Agha         | [ 6 ] [ 28 ]  |
| 2008 | Red de mentiras       | Doctor de la clínica de Amman | [ 29 ] [ 30 ] |
| 2009 | Women Without Men     | Abbas                         | [ 31 ] [ 32 ] |
| 2010 | Green Zone            | Ayudante de Zubaidi           | [ 33 ] [ 34 ] |
| 2012 | From Tehran to London | Ashkan                        | [ 35 ] [ 36 ] |
| 2016 | Under the Shadow      | Director                      | [ 37 ]        |
| 2020 | Pari                  | Director Ahmadi               | [ 38 ]        |
| 2020 | Infidel               | Dr. Hossein Tehrani           | [ 39 ] [ 40 ] |
| 2021 | Mister Mayfair        | Ali                           | [ 41 ]        |
| 2023 | The Persian Version   | Ali Reza                      | [ 16 ] [ 42 ] |

### Televisión
| Año  | Título                | Papel                 | Referencia(s) |
| ---- | --------------------- | --------------------- | ------------- |
| 2005 | Casualty              | Dr. Hamid Guyrat      |               |
| 2005 | Spooks                | Bashir Shalhoob       | [ 42 ]        |
| 2007 | Saddam's Tribe        | Periodista            | [ 43 ]        |
| 2008 | Special Forces Heroes | Salim                 |               |
| 2009 | The Omid Djalili Show | Aparición             | [ 44 ]        |
| 2011 | Page Eight            | Cambridge Don         | [ 45 ]        |
| 2015 | Suspects              | Jamal Khan            | [ 46 ] [ 27 ] |
| 2016 | The Night Manager     | Kouyami               | [ 27 ]        |
| 2017 | Modus                 | Mahmoud Muntasir      |               |
| 2018 | The Looming Tower     | Farouq Osman          |               |
| 2018 | Deep State            | Ali Ardavan           | [ 47 ] [ 48 ] |
| 2019 | Bedrag                | Abbas                 |               |
| 2019 | Traitors              | Abu Selim             | [ 49 ]        |
| 2020 | EastEnders            | Dr. Jamil             |               |
| 2022 | Suspicion             | Masoud Ghorbani       |               |
| 2022 | Teherán               | Dr. Kourosh Zamestani | [ 50 ]        |
| 2022 | La casa del dragón    | El Sacerdote          | [ 51 ]        |
| 2023 | La diplomática        | Rasoul Shahin         | [ 52 ]        |